# Unmasked
Unmasked é o oitavo álbum de estúdio da banda de hard rock Kiss, o último com a formação original. Foi o último álbum com a presença de Peter Criss, apesar deste não ter participado da gravação de nenhuma música, com Anton Fig gravando em seu lugar. O álbum não agradou muito os fãs do Kiss, pois era mais pop do que hard rock.
A capa do álbum foi montada em forma de história em quadrinhos e mostra um paparazzi que tenta fotografar o Kiss sem as maquiagens, e quando ele consegue o rosto dos membros do Kiss são iguais as maquiagens.
Com a popularidade em baixa nos Estados Unidos o Kiss, realiza a Unmasked Tour por outros lugares como Austrália e Europa (quem abriu os shows do Kiss na Europa foi o Iron Maiden). E na turnê foi apresentado o novo baterista do Kiss Eric Carr.

## Faixas
1. "Is That You?" (Gerard McMahon) – 3:55
  - Cantor principal - Paul Stanley
2. "Shandi" (Paul Stanley, Vini Poncia) – 3:33
  - Cantor principal - Paul Stanley
3. "Talk To Me" (Ace Frehley) – 4:00
  - Cantor principal - Ace Frehley
4. "Naked City" (Bob Kulick, Gene Simmons, Peppi Castro, Vini Poncia) – 3:49
  - Cantor principal - Gene Simmons
5. "What Makes The World Go 'Round" (Paul Stanley, Vini Poncia) – 4:14
  - Cantor principal - Paul Stanley
6. "Tomorrow" (Paul Stanley, Vini Poncia) – 3:16
  - Cantor principal - Paul Stanley
7. "Two Sides of the Coin" (Ace Frehley) – 3:15
  - Cantor principal - Ace Frehley
8. "She's So European" (Gene Simmons, Vini Poncia) – 3:30
  - Cantor principal - Gene Simmons
9. "Easy As It Seems" (Paul Stanley, Vini Poncia) – 3:24
  - Cantor principal - Paul Stanley
10. "Torpedo Girl" (Ace Frehley, Vini Poncia) – 3:31
  - Cantor principal - Ace Frehley
11. "You're All That I Want" (Gene Simmons, Vini Poncia) – 3:04
  - Cantor principal - Gene Simmons

## Integrantes
- Gene Simmons - Baixo, Vocal principal e Vocal de Apoio
- Paul Stanley - Guitarra Rítmica, Vocal principal e Vocal de Apoio
- Ace Frehley - Guitarra Solo, Vocal principal e Vocal de Apoio
- Peter Criss - Bateria (Creditado, mas não gravou nenhuma música)

e
- Tom Harper - Baixo em "Shandi"
- Anton Fig - Bateria (Não Creditado)
- Vini Poncia - Produtor, Teclados, Vocal de Apoio, Percussão
- Holly Knight - Teclados em "Shandi"